# 真面目が肝心
『真面目が肝心』（まじめがかんじん、The Importance of Being Earnest）は、W・S・ギルバートの喜劇『婚約』の影響下に、オスカー・ワイルドによって執筆された、3幕あるいは版によっては4幕から構成される風習喜劇である。1895年2月14日に、ロンドンのセント・ジェームズ劇場で初演された。
舞台はヴィクトリア朝のイギリスであり、基本となるユーモアの源は主要人物ジョン（ジャック）の架空の弟アーネスト (Ernest) の上に設けられている。ジョンの姓ワージングは、ワイルドがこの戯曲を執筆していた頃に住んでいた町の名に由来する。
執筆当時ワイルドの劇作家としての成功は頂点を極めており、ワイルドによる何らかの新作が熱望されていた。当時の観衆は常に作品の枝葉にこだわり、新たな筋書きと登場人物による復讐の物語を追い求めていた。ワイルドはこの風潮に抗って、『ランシング夫人』 (Lady Lancing) の仮題でこの戯曲を執筆した。主要人物たちの名前や物語の発端として海辺の町を使用することは、ワイルドの4作の社会劇すべてに見られる特徴である。

## あらすじ
裕福なロンドン子のアルジャーノンは、田舎に住んでおり頻繁に体調を崩すバンベリーという名の友人を持っているふりをしている。気のすすまない社会的義務から逃れたいか、あるいは単に週末をゆっくり過ごしたい時に、アルジャーノンはいつもこの「病弱な友達」への表向きの訪問を行っていた。このようにして、責任を逃れてロンドンを離れる完璧な口実を得ることにより、アルジャーノンは敬虔かつ献身的な人物を装うことができた。アルジャーノンはこの習慣を「バンベリーする (Bunburying)」と名付けている。
アルジャーノンの実生活における親友は田舎に住んでいるが、頻繁にロンドンを訪問している。この友人の名はアーネストである――とアルジャーノンは信じていた。アーネストが銀の煙草入れをアルジャーノンの部屋に置き忘れた時に、アルジャーノンは煙草入れの中に「小さなセシリーより最高の愛を込めて、親愛なるジャックおじさまへ」という文句が刻まれているのを発見する。これにより、アーネストはロンドンを訪れるために彼もまたアルジャーノンの愉しみと同様な「バンベリーをしている」ことを、やむなく明らかにする。
アーネストの田舎での本名はジャック・ワージングであり、ロンドンに住むアーネストという名のだらしない弟を持っているふりをしている。真面目なジャックがロンドンにやってくると、放蕩者のアーネストの名前と振る舞いを装うのであった。ジャックは田舎では彼の被後見人であるセシリーのために、謹厳な紳士を装っている。
ジャック自身はアルジャーノンの従姉妹であるグウェンドレンとの結婚を望んでいるが、彼はいくつかの問題に出くわす。1番目は、グウェンドレンがジャックを愛しているのは、ジャックの名が、グウェンドレンにとって世界で最も美しい名である「アーネスト」だと、グウェンドレンが思い込んでいるからに過ぎないように見えることである。2番目は、グウェンドレンの母親が口やかましいブラックネル夫人だということである。鉄道駅で取り違えられた手提げ鞄から発見された孤児であるというジャックの身の上を知らされて、ブラックネル夫人は戦慄する。ブラックネル夫人の表現によれば「手荷物預かり所に嫁いで、小包の縁者になる」ことなど、娘の結婚として釣り合わぬというのが、彼女の見解であった。
ジャックからセシリーの話を聞いたアルジャーノンは、セシリーに会ってみようと心に決める。アルジャーノンはジャックの謎めいた弟である「アーネスト」のふりをして、田舎のジャックの屋敷を訪問する事を思い付く。不運にも、ジャックはこれ以上「バンベリーする」ことを放棄することに決め、アーネストは非業の死を迎えたと身内に告げていた。
住人にとっては死人である筈のアーネストのふりをしたアルジャーノンが田舎を訪問し、喪服姿のジャックが現れることにより、一連の滑稽な誤解が巻き起こる。アルジャーノンは田舎でジャックの被後見人セシリーと出会う。セシリーは一度も会ったことのないジャックの架空の弟アーネストに、密かに想いを寄せていた。そこへブラックネル夫人が到着し、ジャックがブラックネル夫人の甥であるという事実が明らかになる。かつてブラックネル夫人の妹の許で働いていたセシリーの家庭教師プリズム女史により、手提げ鞄の中のジャックは駅に置き去られたのであった。こうしてジャックはアルジャーノンの実の兄となる。更にジャックの本名がアーネストであると明かされる。この典型的な「デウス・エクス・マキナ」的解決により、戯曲の最後でアーネスト/ジャックはグウェンドレンと結婚し、アルジャーノンはセシリーと結婚することが提案される。この戯曲には多くの巷間に知られたワイルド流の機智が含まれている。数々の機智に富んだ警句を発するアルジャーノンは、多くの読者と研究者により、ワイルド自身の分身であると見なされている。

## 登場人物
『真面目が肝心』の登場人物は少数であり、その内訳は以下の通りである。
- ジャック・ワージング（アーネスト）： グウェンドレンに想いを寄せる独身者、トーマス・カーデューの養子
- アルジャーノン・モンクリフ（アルジー）： グウェンドレンの従兄弟の独身者、ブラックネル夫人の甥
- ブラックネル夫人
- セシリー・カーデュー： ハートフォード州のジャックの屋敷で暮らすジャックの被後見人
- グウェンドレン・フェアファックス： ブラックネル夫人の娘
- プリズム女史： セシリーの家庭教師
- チャジュブル博士： ジョンの屋敷の近所に住む牧師
- レーン： アルジャーノンの執事
- メリマン： ジョンの執事

## 翻訳
この喜劇は翻訳の分野でも成功を収めている。英語の同音異義語である人名の「Ernest」と、「真面目」を意味する「earnest」に依存する原題『The Importance of Being Earnest（アーネストになることが肝心）』を直訳して使えるのは、少数の言語のみである。このために、この作品は多くの場合、作中で用いられる策略に言及した『バンベリー (Bunbury)』の題で上演される。
いくつかの言語では本来の題名に変更を加えているが、題名の特徴である駄洒落は失われている。ノルウェーではこの作品は『Hvem er Ernest?（アーネストは誰か?）』として上演されている。スペイン語圏では、『La importancia de llamarse Ernesto（アーネストを名乗ることが肝心）』の訳題が用いられている。イタリア語圏でも同様で、タイトルは『L'importanza di chiamarsi Ernesto（エルネストを名乗ることが肝心）』であり、この名前はイタリア語にも存在する。しかし、「真面目」という意味を示す名前の「Onesto」や「Franco」などがあるので、『L'importanza di essere Onesto』や『～Franco（真面目になることが肝心）』などをよく使われる。
いくつかの言語（ドイツ語、オランダ語、フランス語、ハンガリー語、チェコ語）では、原題と同様の駄洒落が使われている。ドイツにおけるこの戯曲と2002年の映画作品は『Ernst sein ist alles（エルンストになることが全て）』と名付けられ、原題の駄洒落を正確に保っている（エルンストはドイツ語における名であり、「真面目であること」の意味も持っている）。オランダ語では『Het belang van Ernst』と訳され、やはり原題の意味が完全に機能している。フランス語ではこの戯曲は『De l'importance d'être Constant（コンスタントとなるのが肝心）』として知られており、コンスタントはやや珍しい名前であると同時に「しっかりした性格」を意味する単語であり、駄洒落はやや意味を変えながらも保たれている。ハンガリー語でも同様のアプローチが行われており、『Szilárdnak kell lenni（シラールドになるべき者）』と訳題されている。シラールドもまた珍しい名前であり、「しっかりした」を意味する言葉である。チェコ語では『Jak je důležité míti Filipa（フィリップであり続けることが肝心）』と訳されている。これは「賢明であること」を意味する構文であり、またフィリップはありふれた名前である。

## 4幕による版
ワイルドが完成原稿を興行主のジョージ・アレクサンダーに引き渡した時には、この戯曲は4幕から構成されていた。セント・ジェームズ劇場の舞台監督は、すぐに脚本の再構成に取りかかった。舞台挨拶や間奏曲の時間を設けるためであったのか、劇場公演の多くがそうであるように明確な理由は明らかにされていない。しかしワイルドは脚本の削除に同意し、第2幕と第3幕の様々な要素が結合された。失われた余分の幕は現在の第2幕と第3幕に統合され、大部分が削除された。削除による最大の影響は、未払いの食事代の請求のために、放蕩者のアーネストことジョンを捕まえにロンドンからやってくる事務弁護士グリスビー氏の消失であった。この時点ではアーネストと名乗っているアルジャーノンは、アーネストの借金をただちに清算しなければホロウェイ監獄に収監される羽目になる。4幕構成の版はBBCプロダクションによるラジオ放送で初めて上演され、現在もしばしば公演されている。2002年の映画は失われた幕からのグリスビー氏の登場場面を含んでいる。

## 内輪の冗談
ワイルドが「アーネスト」という名前を用いたのは、ことによると内輪の冗談かもしれない。ジョン・ギャンブリル・ニコルソンによる詩『少年の名』（『アーネストへの愛:ソネット及びバラード、叙情詩集』、1892年）は、以下の数行を含んでいる。「フランクは銀の鈴のごときに鳴り、セシルは優しき音楽なれど、それらは奇跡を起こさじ――我が心を燃え上がらすはアーネストなり」。この詩はジョン・アディントン・シモンズとニコルソンにより投稿され、ワイルドは「ザ・カメレオン」誌の同じ号に寄稿していた.。テオ・アロンソンは「earnest」という単語が「Is he earnest?（彼は熱をあげているのか?）」のような同性愛を表す隠語であった事を提言している。「Is he so?」や「Is he musical?」も同様の意味に使われる。
二重生活や欠席の口実の意味で使われる「bunbury」や「bunburying」という単語は、アレイスター・クロウリーがドナルド・シンデン卿に宛てた手紙によれば、ワイルドがバンベリーで乗り込んだ列車で男子学生に出会った事に由来する内輪の冗談であった。ワイルドと男子学生は会話に没頭し、サンベリーで再開する約束を交わした。
これらの単語は上のような軽い内輪の冗談であったかもしれなかったが、1940年代にドナルド・シンデン卿はこの演劇の初演の関係者である、グウェンドレン役のアイリーン・バンブルーや、アルジー役のアラン・エインスウォース、そしてアルフレッド・ダグラス卿と会見し、タイムズ誌において、これらの単語に何らかの性的な意味が含まれていることや、また「セシリー」が売春少年の同義語であったことに疑いを差し挟んでいる。「彼らには充分な機会があったにもかかわらず、アーネストが同性愛の同義語であることや、『バンブリーする』ことに同性愛者の性交の意味が含まれているという、いかなるほのめかしさえ最後まで行わなかった。1980年代にこれについての言及を初めて聞いた私は、すぐに同劇における伝説的なジョン・ワージング役の演技で知られ、演劇に関する伝説について百科事典的な知識を持つジョン・ギールグッド卿に問い合わせてみた。彼はあの名調子で返答した。『いやいや! ナンセンス、まったくのナンセンスだよ』」。

## その他
- ブラックネル夫人の「手提げ鞄ですって？ (A handbag?)」という台詞は、英語の演劇において醜聞に関する疑惑から単純な困惑までの非常に様々な演出として引用されている。自分の印象をこの台詞の上に築こうと試みなかった女優はほとんどいないが、もっとも有名なのはアンソニー・アスキス監督映画でのエディス・エヴァンズの物である。アスキスはこの台詞を恐怖、困惑、恩着せがましさの混合された大声として用いた。
- ワイルドの同性愛の相手であるアルフレッド・ダグラス卿の父クイーンズベリー侯爵ジョン・ダグラスは、オスカー・ワイルドの同性愛を世間に暴露するために『真面目が肝心』初公演の晩に劇場に入ることを試みたが、ワイルドは前もって密かに警告を受けており、クイーンズベリー侯へのチケットの販売は拒否された。しかしワイルドの個人的な問題により、同劇はその成功にもかかわらず、わずか83回の公演の後に終了された。
- プリズム女史 (Miss Prism) の名は、権威から誤りを隠匿するという意味の単語「misprision」に掛けた駄洒落である。
- ジャックはブラックネル夫人との会話で、セシリーには「およそ13万ポンドぐらいの」財産があると述べる。この金額は2005年の1000万ポンドか1800万米ドル、すなわち日本円の約19億円に相当する。
- 『真面目が肝心』が執筆された当時、ロンドンのビクトリア駅は実際は同じ駅名を共有する二つの隣接する終着駅であった。西側は見るからに老朽化したチャタム&ドーヴァー鉄道の終着駅であり、東側はモダンな雰囲気を漂わせたブライトン&サウスコースト鉄道ブライトン線の終着駅であった。二つの駅は隔壁を共有していたが、互いの駅舎を連絡する通路は存在しなかったため、片方の駅からもう片方の駅に行くためには通りに出る必要があった。ジャックは自分がビクトリア駅の手荷物預かり所で発見されたと説明し、それが社会的に望ましいブライトン線の方であったと請け合うことで、情状酌量の余地を得ようと試みる。
- 2004年の映画『スパイダーマン2』の作中では、メリージェーン・ワトソン（キルスティン・ダンスト）は『真面目が肝心』でブロードウェイの初舞台を踏む。
- この作品はワイルド的な皮肉・逆説が多く使われている。セシリーがチャジュブル博士のことを“He has never written a single book, so you can imagine how much he knows.”（一冊もご本をお書きになったことがないの。そのことからもどんなに偉い先生かわかるでしょ）というのもその一つである。
- スペイン人の歌手エンリケ・ブンブリの名は、バンブリーに由来する。

## 映画、ミュージカル、オペラ
- 1952年の本作の映画化は、アンソニー・アスキス監督により、マイケル・デニソン（アルジャーノン役）、マイケル・レッドグレーヴ（ジョン役）、デイム・エディス・エヴァンズ（ブラックネル夫人役）、ドロシー・テュティン（セシリー役）、ジョアン・グリーンウッド（グウェンドレン役）、マーガレット・ラザフォード（プリズム女史役）らの出演で行われた。
- 1992年の映画化は、カート・ベイカー監督により行われた。
- 2002年の映画化（DVD邦題: アーネスト式プロポーズ）は、コリン・ファース（ジョン役）、ルパート・エヴェレット（アルジー役）、ジュディ・デンチ（ブラックネル夫人役）、リース・ウィザースプーン（セシリー役）、フランシス・オコーナー（グウェンドレン役）、アンナ・マッシー（プリズム女史役）、トム・ウィルキンソン（チャジュブル博士役）出演で、オリバー・パーカー監督により行われた。
- Ernest in Love - 1960年にオフ・ブロードウェイで初演されたミュージカルで宝塚版のオリジナル。
- The Importance of Being Earnest - 2011年にGerald Barry作曲のオペラ。
- マリオ・カステルヌオーヴォ＝テデスコの最後のオペラが、The Importance of Being Ernest. Three Acts after the comedy of Oscar Wilde, Op. 198 (1961-62)である。

## 日本での舞台
アン･クロズウエルの脚本･作詞、リー・ポクリスが作曲を担当した、1960年のオフ･ブロードウエイで上演されたミュージカルバージョンを、『Ernest in Love（アーネスト・イン・ラブ）』のタイトルで、2005年に宝塚歌劇団の月組と花組の選抜メンバーにて上演。日本語脚本・歌詞・演出を木村信司、翻訳を青鹿宏二が担当した。1996年にも雪組バウホール公演で、『アリスの招待状』というタイトル、高嶺ふぶき主演で、少し違った演出で公演されていた。ジャックは高嶺が演じ、後の公演のアルジャノンにあたるのが、当時の公演ではマイケルとなっていて、和央ようかが演じた。

### 宝塚歌劇団での上演記録
2005年（月組）
- 梅田芸術劇場メインホール公演として、月組選抜メンバーにて上演。
- 瀬奈じゅんと彩乃かなみのトッププレお披露目公演。

2005年（花組）
- 日生劇場公演として、専科に所属していた樹里咲穂を迎え、花組選抜メンバーにて上演。
- 樹里は、この公演の千秋楽をもって、宝塚歌劇団を退団。

2015年（花組）
- 東京国際フォーラム公演として、花組選抜メンバーにて上演。
- 花乃まりあのトップ娘役お披露目公演。

2016年（花組）
- 梅田芸術劇場メインホールと中日劇場で再演。
- アルジャノン役とセシリイ役は、ダブルキャスト。

|                          | 2005年月組     | 2005年花組       | 2015年花組     | 2016年花組        |
| ------------------------ | -------------- | ---------------- | -------------- | ----------------- |
| アーネスト（ジャック）   | 瀬奈じゅん     | 樹里咲穂（専科） | 明日海りお     | 明日海りお        |
| グウェンドレン           | 彩乃かなみ     | 遠野あすか       | 花乃まりあ     | 花乃まりあ        |
| アルジャノン             | 霧矢大夢       | 蘭寿とむ         | 芹香斗亜       | 芹香斗亜 鳳月杏   |
| セシリイ                 | 城咲あい       | 桜一花           | 城妃美伶       | 城妃美伶 音くり寿 |
| ブラックネル             | 出雲綾（専科） | 出雲綾（専科）   | 悠真倫（専科） | 悠真倫（専科）    |
| レイン                   | 光樹すばる     | 高翔みず希       | 高翔みず希     | 芹香斗亜 鳳月杏   |
| パーキンス／チャジュブル | 越乃リュウ     | 悠真倫           | 夕霧らい       | 夕霧らい          |
| アリス／プリズム         | 瀧川末子       | 花純風香         | 芽吹幸奈       | 花野じゅりあ      |